# Non vitae sed scholae discimus
Non vitae sed scholae discimus („Nicht für das Leben, sondern für die Schule lernen wir“) ist ein lateinisches Zitat aus einem Brief von Lucius Annaeus Seneca an seinen „Schüler“ Lucilius (epistulae morales ad Lucilium 106, 11–12, ca. 62 n. Chr.), in dem er Kritik an den römischen Philosophenschulen seiner Zeit äußert.

## Non scholae, sed vitae discimus

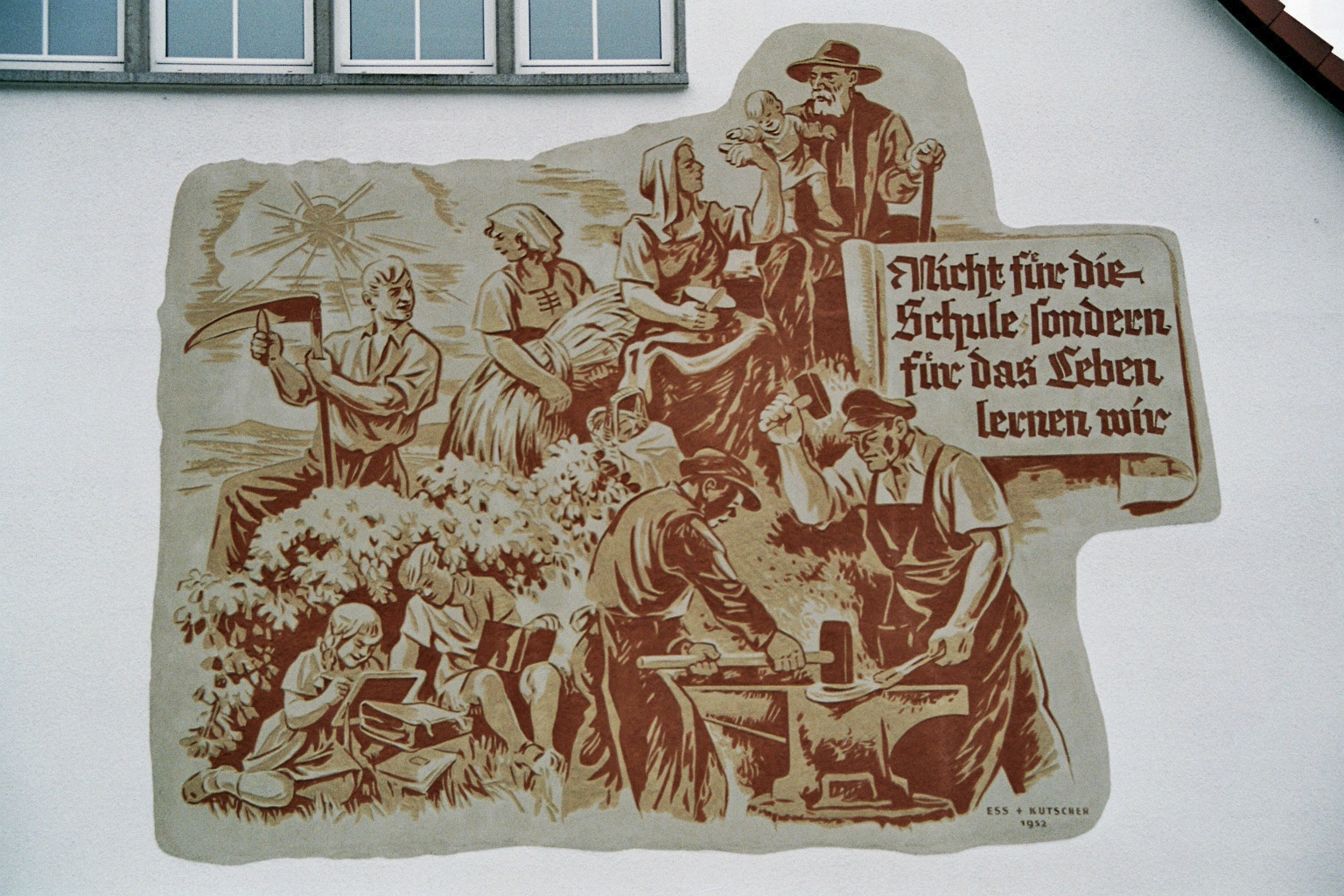
Deutsche Übersetzung der umgekehrten Version an der Außenwand der Grundschule in Niederems

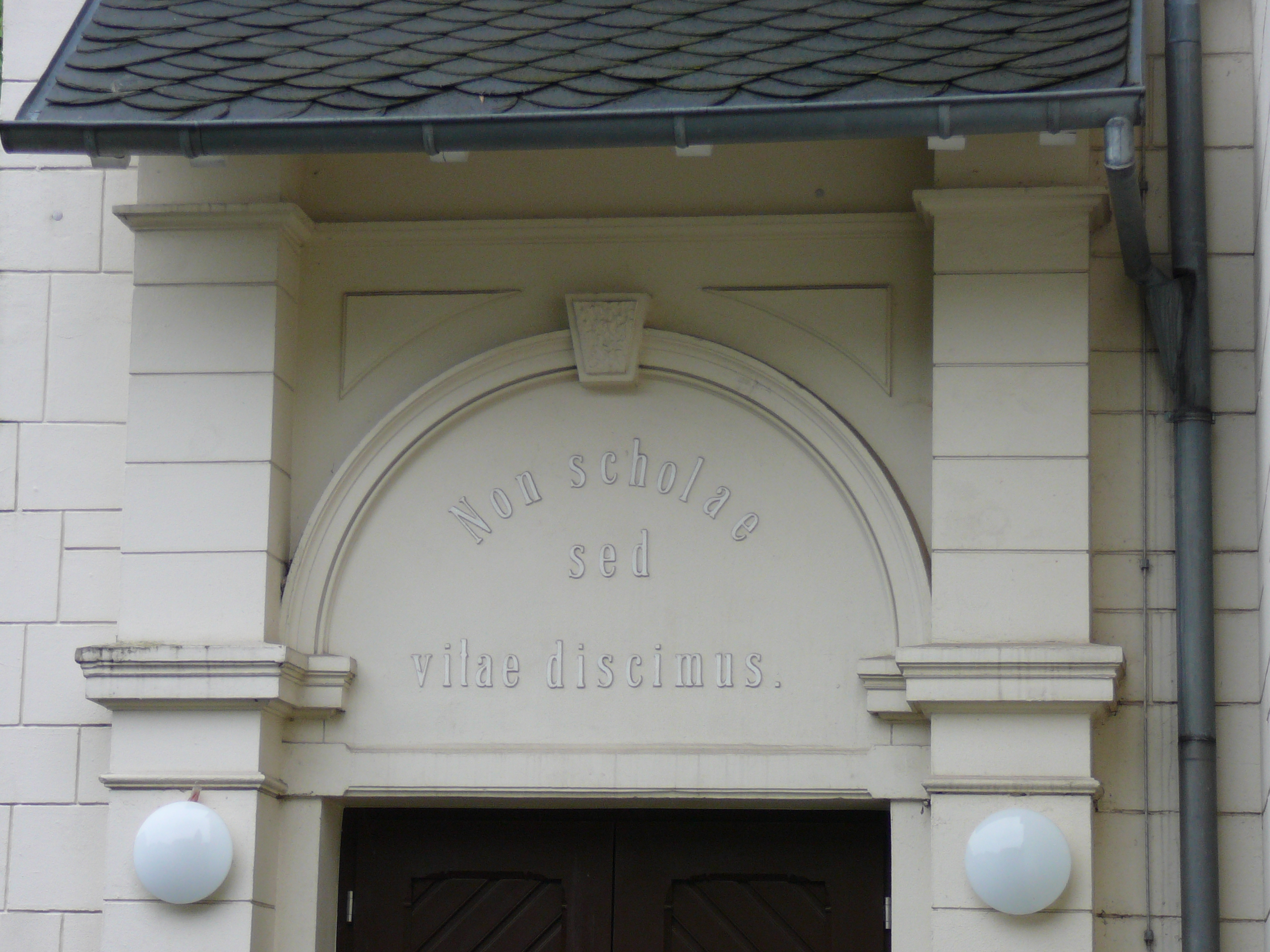
Die umgekehrte Version Non scholae, sed vitae discimus über dem Eingangsportal der Rektoratsschule Ronsdorf

Die umgekehrte Version Non scholae, sed vitae discimus („Nicht für die Schule, sondern für das Leben lernen wir“) wird verwendet, um auszudrücken, dass das, was man in der Schule lernt, wichtig fürs Leben sei.

## Zusammenhang bei Seneca
Seneca schreibt in besagtem Brief an Lucilius unter anderem:

“Latrunculis ludimus. In supervacuis subtilitas teritur: non faciunt bonos ista sed doctos. Apertior res est sapere, immo simplicior: paucis <satis> est ad mentem bonam uti litteris, sed nos ut cetera in supervacuum diffundimus, ita philosophiam ipsam. Quemadmodum omnium rerum, sic litterarum quoque intemperantia laboramus: non vitae sed scholae discimus.”

„Kinderspiele sind es, die wir da spielen. An überflüssigen Problemen stumpft sich die Schärfe und Feinheit des Denkens ab; derlei Erörterungen helfen uns ja nicht, richtig zu leben, sondern allenfalls, gelehrt zu reden. Lebensweisheit liegt offener zu Tage als Schulweisheit; ja sagen wir’s doch gerade heraus: Es wäre besser, wir könnten unserer gelehrten Schulbildung einen gesunden Menschenverstand abgewinnen. Aber wir verschwenden ja, wie alle unsere übrigen Güter an überflüssigen Luxus, so unser höchstes Gut, die Philosophie, an überflüssige Fragen. Wie an der unmäßigen Sucht nach allem anderen, so leiden wir an einer unmäßigen Sucht auch nach Gelehrsamkeit: Nicht für das Leben, sondern für die Schule lernen wir.“

Mit dem zuvor zitierten Absatz endet der Brief von Seneca, der davon handelt, ob Tugendhaftigkeit etwas Körperliches ist. Seneca stellt sich hier vor, was sein Diskussionspartner Lucilius auf seine Ausführungen zu dieser philosophischen Frage erwidern möge. Die Aussage Nicht für das Leben, sondern für die Schule lernen wir soll dabei den Missstand einer zu wenig am praktischen Leben orientierten Ausrichtung der Philosophie beklagen bzw. eine entsprechende Entgegnung Lucilius’ hervorrufen.